# Boxhagener Platz

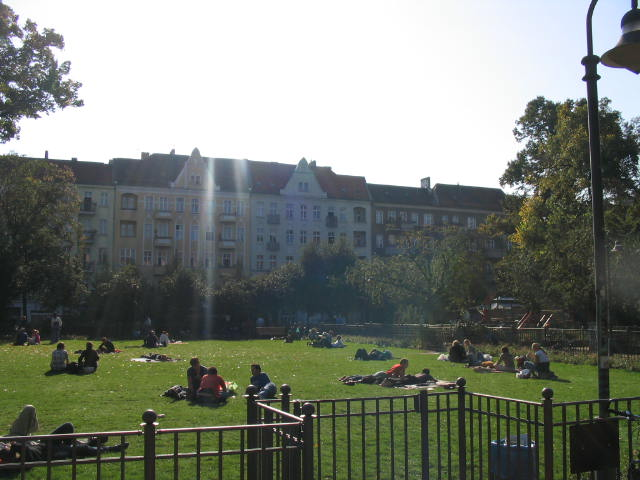
L'espace vert de la Boxhagener Platz en octobre 2005.

La Boxhagener Platz (littéralement « place de Boxhagen ») est une place publique à Berlin-Friedrichshain. D'une forme rectangulaire, elle est située entre la Grünberger Straße, la Krossener Straße, la Gärtnerstraße et la Gabriel-Max-Straße. Elle a la particularité de ne pas longer la rue éponyme, la Boxhagener Straße, mais de se trouver à un pâté de maisons au sud de celle-ci.
Très fréquentée, la place est le centre d'un Kiez qui s'étend sur la zone de l'ancienne commune de Boxhagen, intégrée à Friedrichshain lors du réaménagement territorial du grand Berlin en 1912.
La place de Boxhagen ou Boxi par bérolinisme, est partagé entre une zone engazonnée et une aire de jeux pour enfants, entourée d'une rangée d'arbres sous lesquels se trouve le marché alimentaire le samedi et le marché aux puces le dimanche. À l'est de la place se trouve une vespasienne berlinoise traditionnelle, un « café Achteck ».

## Histoire

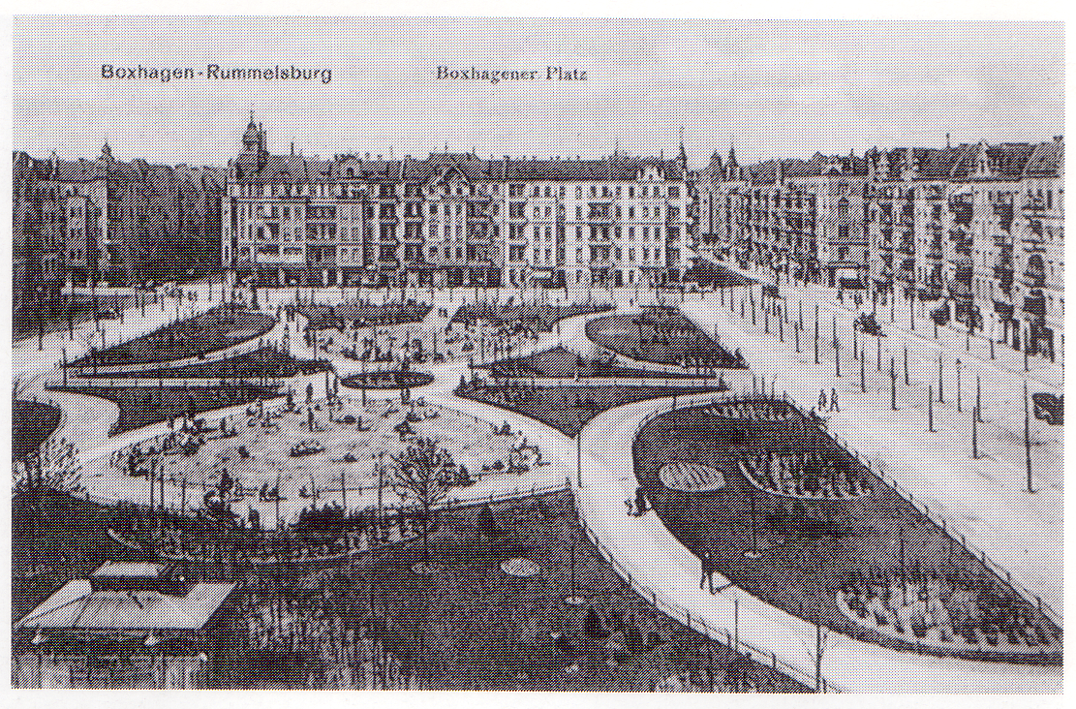
La Boxhagener Platz en 1909.

Sur un plan de Berlin réalisé en 1893, la place était encore connue comme la Place D, section XIV du plan d'aménagement urbain. Son nom actuel est utilisé depuis 1903. À cette époque, la place était aménagée pour être une place publique. Mais c'est en 1929 qu'Erwin Barth (de) donna son visage actuel au lieu rectangulaire composé d'une surface engazonnée et d'une aire de jeux pour enfants encerclées d'une haie d'aubépines et d'une double rangée d'arbres. Auprès du terrain de jeu est aménagée une pataugeoire de 300 m2. Il y figure une fontaine de quatre pingouins et quatre canards également réalisée par Barth.
Le café Achteck à l'est de la place a été construit à la fin du XIXe siècle d'après les plans de l'urbaniste municipal Carl Theodor Rospatt. Comme les autres vespasiennes octogonales du gründerzeit, il est conçu seulement pour un usage masculin. Elle a été brûlée en 1992 avant d'être remise en service en octobre 2000

## Activités

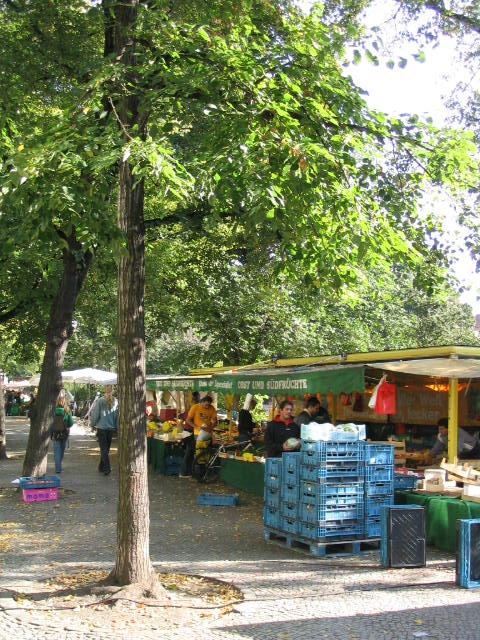
Marché alimentaire tous les samedis.

Le marché du samedi est un marché hebdomadaire depuis 1905. On y trouve des stands de fruits et légumes, des bouchers, des poissoniers, des boulangers de producteurs locaux ou/et de spécialités culinaires exotiques.
Le dimanche, la place est occupée par un marché aux puces.

## Conflits sociaux

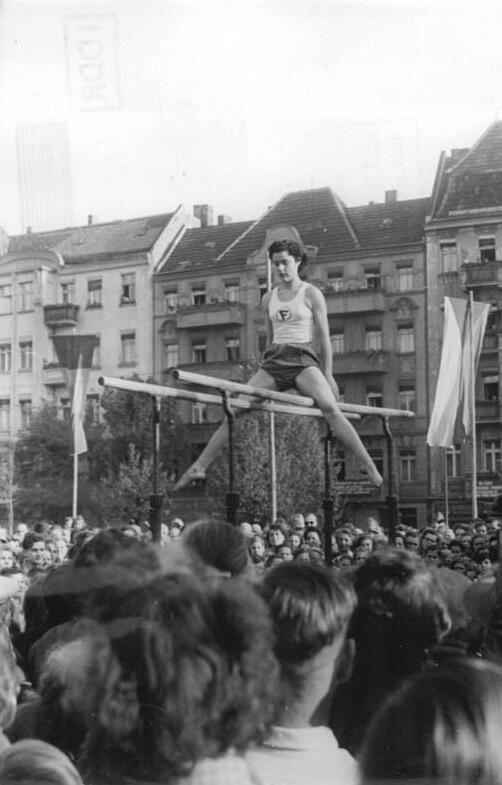
Une représentation sportive sur la place le 1 mai 1952.

L'association Karuna s'est donné pour mission de venir en aide aux adolescents et aux enfants en proie à la toxicomanie. L'association a ouvert un café dans un pavillon, où des jeunes condamnés pour toxicomanie peuvent travailler leurs heures d'intérêt général.
Quelques riverains se sont plaints de la consommation d'alcool, du vacarme et de la présence de chiens courant en toute liberté sur la place. Pendant les festivités de la nuit de Walpurgis, les heurts entre certaines bandes et la police sont fréquents.
En été 2006, un groupe d'une quinzaine de personnes de 30 à 45 ans, qui s'autoproclamait les « Stress-Brigaden », faisait régner leur loi sur la place en empêchant certaines personnes d'y entrer, en faisant du racket et en exerçant la violence.

## LeBoxhagener Kiez
Du fait de l'implantation voisine d'industries, le Kiez de Boxhagen était traditionnellement ouvrier, à l'exception de la résidence de fonctionnaires d'Helenenhof et la rue Knorrpromenade où les loyers élevés avant 1914 avait attiré une population huppée. Du temps de la RDA et après la reconstruction d'après-guerre, le Boxhagener Kiez ne s'est que peu modifié, à la différence du Nordkiez de Friedrichshain (au nord de la Frankfurter Allee). 
Après la chute du mur, le Boxhagener Kiez est devenu un des quartiers de Berlin avec la plus grande densité de squats et de projets alternatifs de gauche. Les expulsions en série et surtout celle de la Mainzer Straße (rue de Mayence) en 1990 où se concentraient 13 bâtiments occupés a freiné ce mouvement, même si le quartier reste une place forte dans la mouvance de gauche berlinoise. Quelques squats légalisés nommés Hausprojekt sont encore présents dans Grünberger Straße ou dans la Scharnweberstraße où des volxküche sont régulièrement organisées. Après la fin de l'occupation de l'Oranienplatz par des sans-papiers à Kreuzberg en avril 2014, certains d'entre eux se sont refugiés sur des toits de la Neue Bahnhofsstraße et de la Gützelstraße à l'est du Kiez. Des militants de gauche s'organisaient pour leur apporter soin et nourriture et les soutenir contre la police avant de se faire de nouveau évacuer quelques semaines plus tard.
La Boxhagener Platz et le Kiez qui l'entoure se distingue par une population bigarrée et populaire encore aujourd'hui.

## Transports
- La ligne diurne de  240 et la ligne nocturne N40 s'arrêtent directement sur la place, sur la Grünberger Straße.
- À quelques dizaines de mètres au sud de la place, sur la Wühlischstraße, s'arrête la ligne  du tramway de Berlin qui circule entre Warschauer Straße ↔ Berlin-Wedding.

## Boxhagener Platz au cinéma
- Der Boxhagener Platz. Film documentaire allemand réalisé par Eva Demmler en 2008 et produit par rbb dans la série Berliner Ecken und Kanten, Filminformationen de rbb.
- Boxhagener Platz (de). Film allemand réalisé par Matti Geschonneck et sorti en 2010, adaptation du roman de Torsten Schulz sorti en 2005.